# 2014大崩潰
《2014大崩潰》，作者為胡喬英，於2013年1月1日在香港透過三角地出版社出版，為中國大陸禁書。此書描写中國共產黨高層最新洩露的內幕，称中共中央應急小組向中共最高權力機構中央政治局常務委員會提交一份黨內「絕密報告」指出：共产党必将倒台，中國社會將會於2014年全面崩潰。《紐約時報》於2013年5月報道说，此書在香港的禁書專賣店「最受歡迎」。

## 2013年熱銷禁書
《紐約時報》報導称，香港專門出售中共當局禁止發行的書籍和雜誌的書店生意「十分紅火」，大量讀者為中共官員。赴港的中共官員常購買禁書，當禮物送給國內同事，他們急於獲得小道消息以「幫助穿越險惡的政治淺灘」。禁書店老闆邓子强認為，由於禁書的主要讀者群——中共官員——不敢用互联网阅读禁忌内容，或不懂绕过網路审查制度的技巧，因此紙本禁書仍能在網路書刊的冲击下倖存。